# Lage Nordén
Lage Nordén, född 1947, död 2003, Hårdast av de hårda, var en svensk bandyspelare (högerhalv). Hans moderklubb är Bollnäs GIF, men spelade senare i Ljusdals BK, med vilka han vann SM-guld 1975. 